# Mendiolaza
Mendiolaza é um município da província de Córdova, na Argentina.